# Fortaleza
Fortaleza (aminek jelentése portugál nyelven „erődítmény”) a Brazília északkeleti részében fekvő Ceará állam fővárosa. A város lakossága 2,5 millió, az agglomerációé 3,6 millió fő, területe 336 km². Fortaleza 2010-ben São Paulo, Rio de Janeiro, Salvador és Brasília után az ország 5. legnagyobb városa.
Északi része az Atlanti-óceánnal határos.
Kulturális, kereskedelmi és ipari központ, jelentős idegenforgalommal.

## Éghajlat
| Hónap                                                       | Jan. | Feb. | Már. | Ápr. | Máj. | Jún. | Júl. | Aug. | Szep. | Okt. | Nov. | Dec. | Év   |
| ----------------------------------------------------------- | ---- | ---- | ---- | ---- | ---- | ---- | ---- | ---- | ----- | ---- | ---- | ---- | ---- |
| Rekord max. hőmérséklet (°C)                                | 35,2 | 35,2 | 34,8 | 34,9 | 33,6 | 33,8 | 33,9 | 34,4 | 34,6  | 34,8 | 34,8 | 35,2 | 35,2 |
| Átlagos max. hőmérséklet (°C)                               | 31,2 | 31,1 | 30,8 | 30,6 | 30,8 | 30,5 | 30,6 | 31,1 | 31,4  | 31,6 | 31,7 | 31,7 | 31,1 |
| Átlagos min. hőmérséklet (°C)                               | 24,5 | 24,3 | 23,9 | 23,8 | 23,8 | 23,2 | 22,8 | 22,9 | 23,6  | 24,3 | 24,7 | 24,9 | 23,9 |
| Rekord min. hőmérséklet (°C)                                | 18,2 | 19,0 | 18,0 | 18,8 | 18,6 | 17,9 | 17,9 | 17,7 | 19,2  | 20,3 | 20,0 | 19,4 | 17,7 |
| Átl. csapadékmennyiség (mm)                                 | 156  | 187  | 337  | 385  | 229  | 130  | 70   | 20   | 14    | 10   | 10   | 37   | 1584 |
| Havi napsütéses órák száma                                  | 220  | 183  | 173  | 153  | 212  | 219  | 254  | 289  | 287   | 294  | 288  | 274  | 2846 |
| Forrás: Brazilian National Institute of Meteorology (INMET) |      |      |      |      |      |      |      |      |       |      |      |      |      |

## Demográfia
A város népességének változása:
| Lakosok száma | 1 768 637 | 1 954 656 | 2 141 402 | 2 431 415 | 2 452 185 | 2 591 188 | 2 686 612 | 2 703 391 | 2 428 708 |
|               | 1991      | 1996      | 2000      | 2007      | 2010      | 2015      | 2020      | 2021      | 2022      |

### Etnikum
A lakosság 57,2%-a mulatt, 36,8%-a fehér, 4,5%-a fekete, 1,4%-a ázsiai (2010).

### Vallás
79% római katolikus, 12,6% protestáns, 6% felekezeten kívüli, 0,8% spiritiszta, 1,6% egyéb vallású. (2010)

## Története
A portugálok a 17. század elején kezdtek el érdeklődni e vidék iránt.
1612-ben Martim Soares Moreno-t küldte a portugál király, hogy a Ceará folyó torkolatánál erődöt és templomot építsen.
1979-1984 között népességrobbanás volt a városban, amikor az ország szárazság sújtotta területeiről özönlöttek bevándorlók, és Fortalezát Brazília északi részének legnagyobb városává duzzasztották.

## Közlekedés

### Légi
Nemzetközi repülőtere a Fortaleza repülőtér.

## Galéria

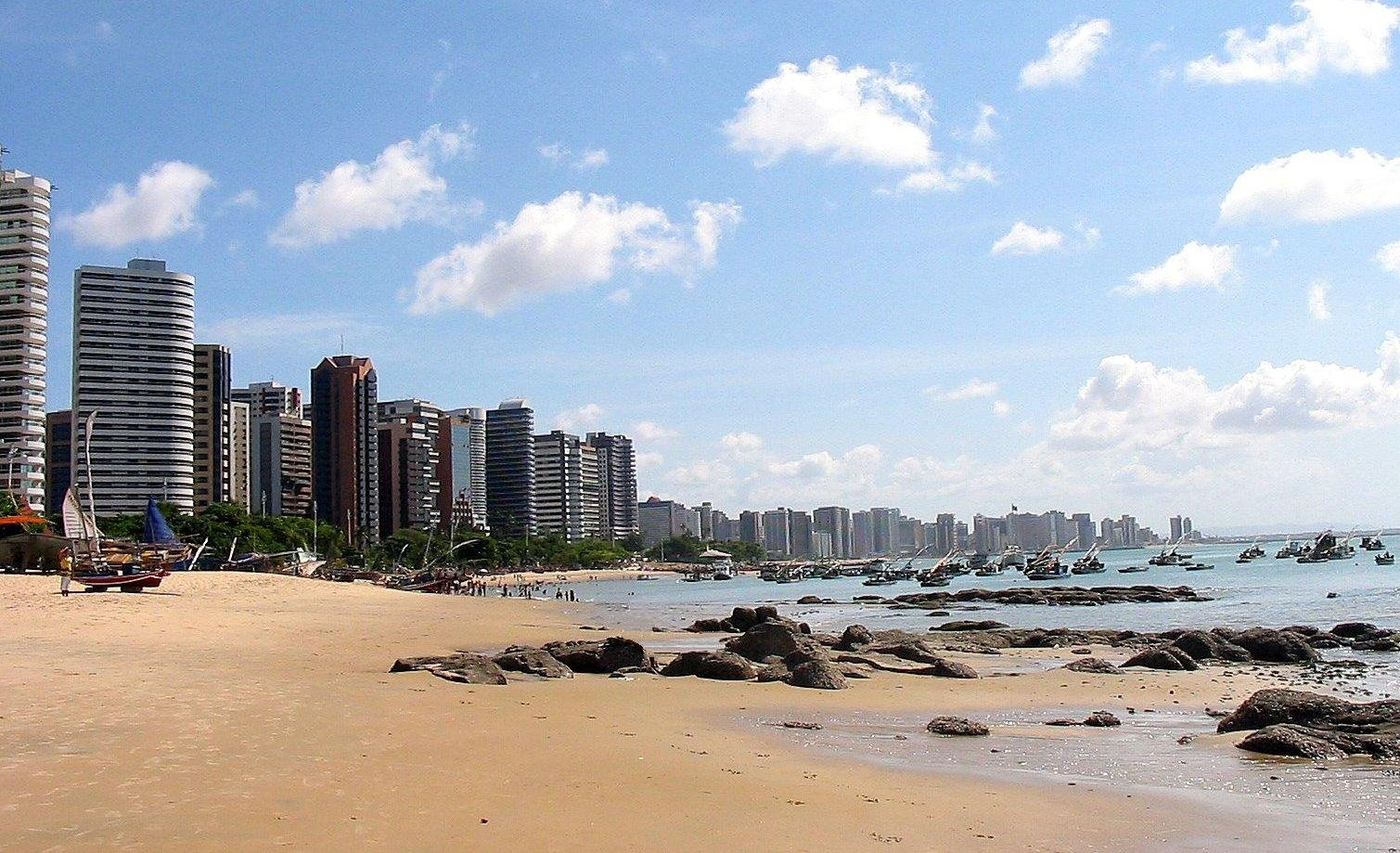
Tengerpart
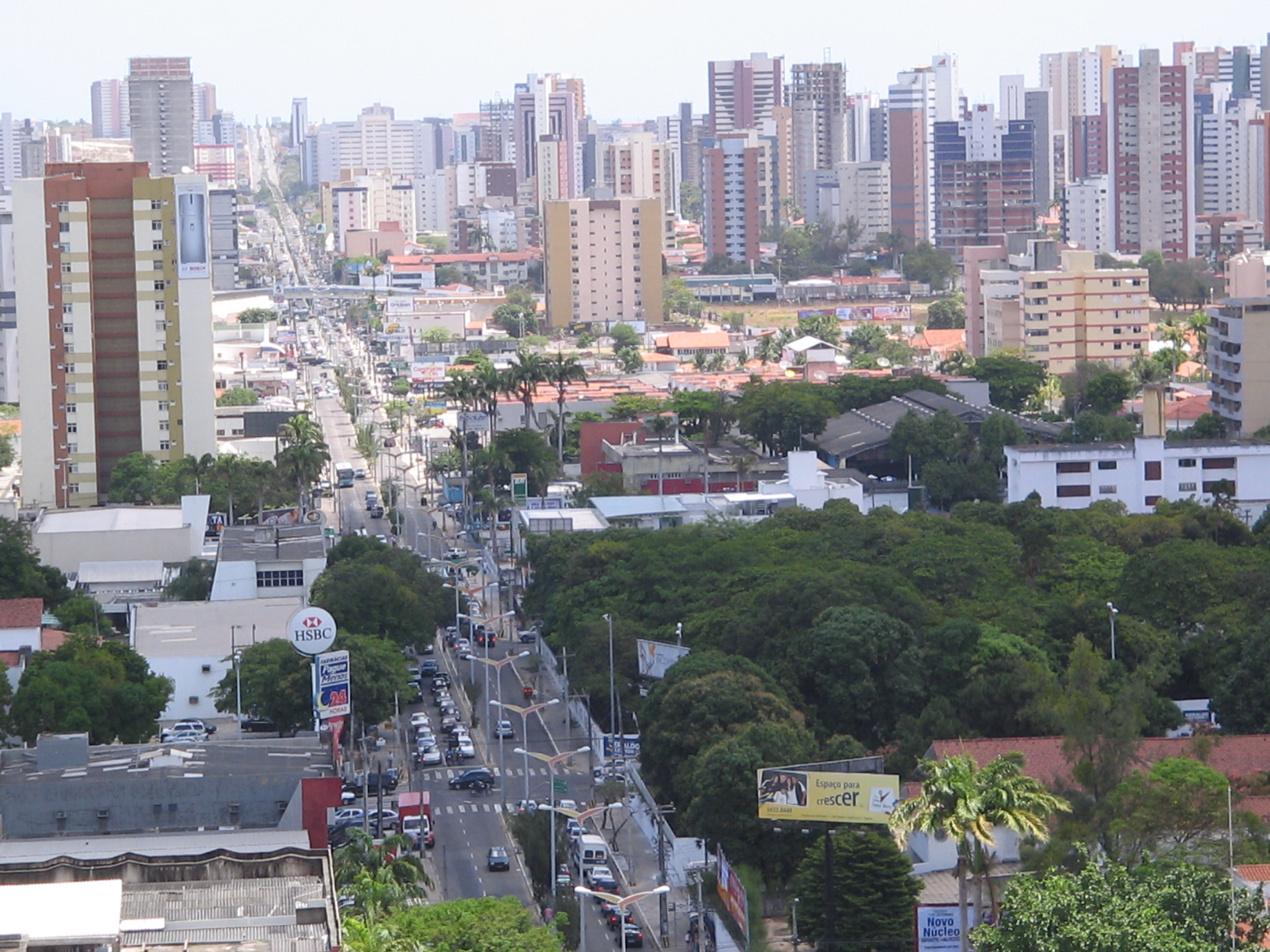
Városkép a Deo Passeo-ból
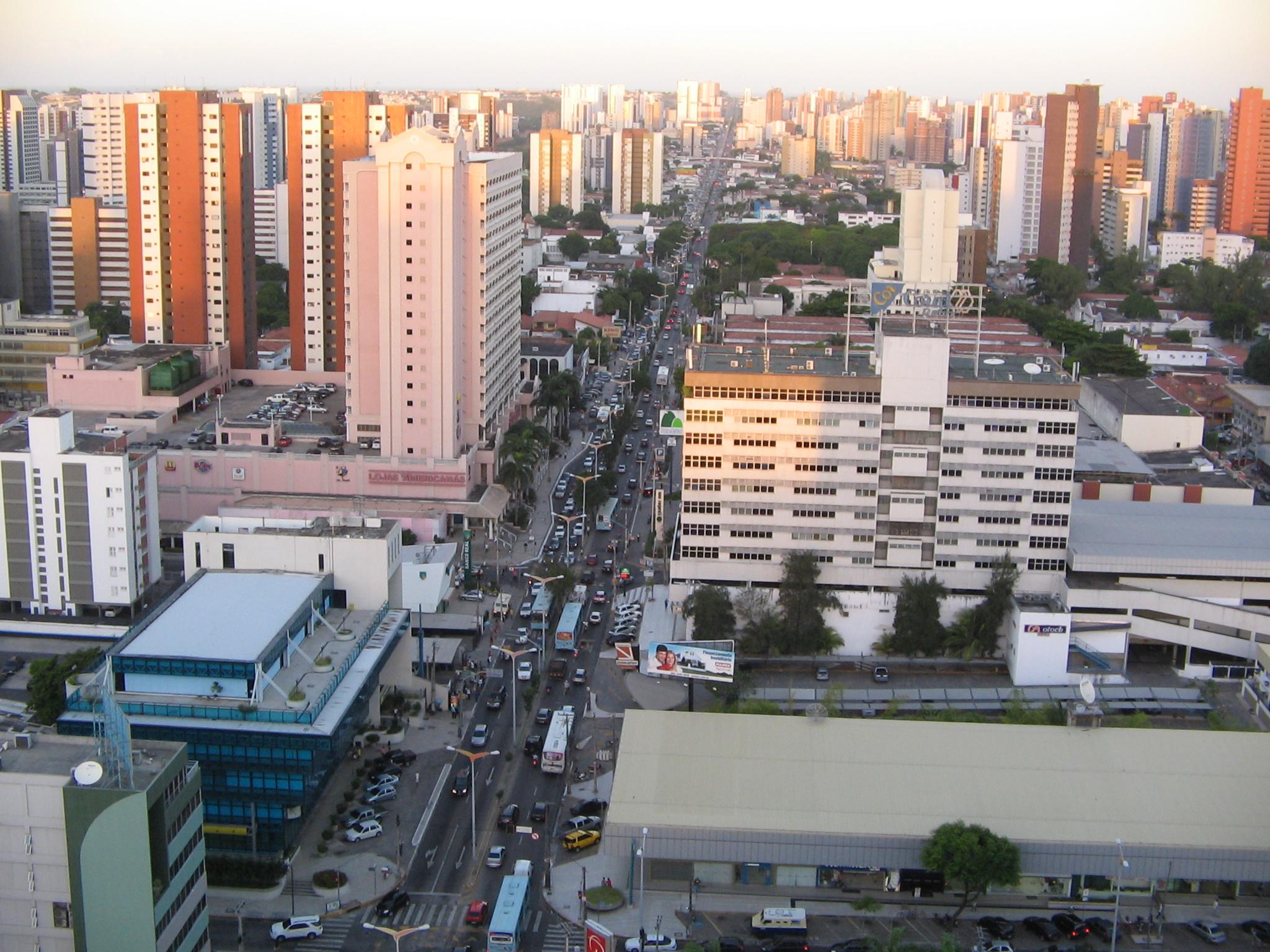
Városkép
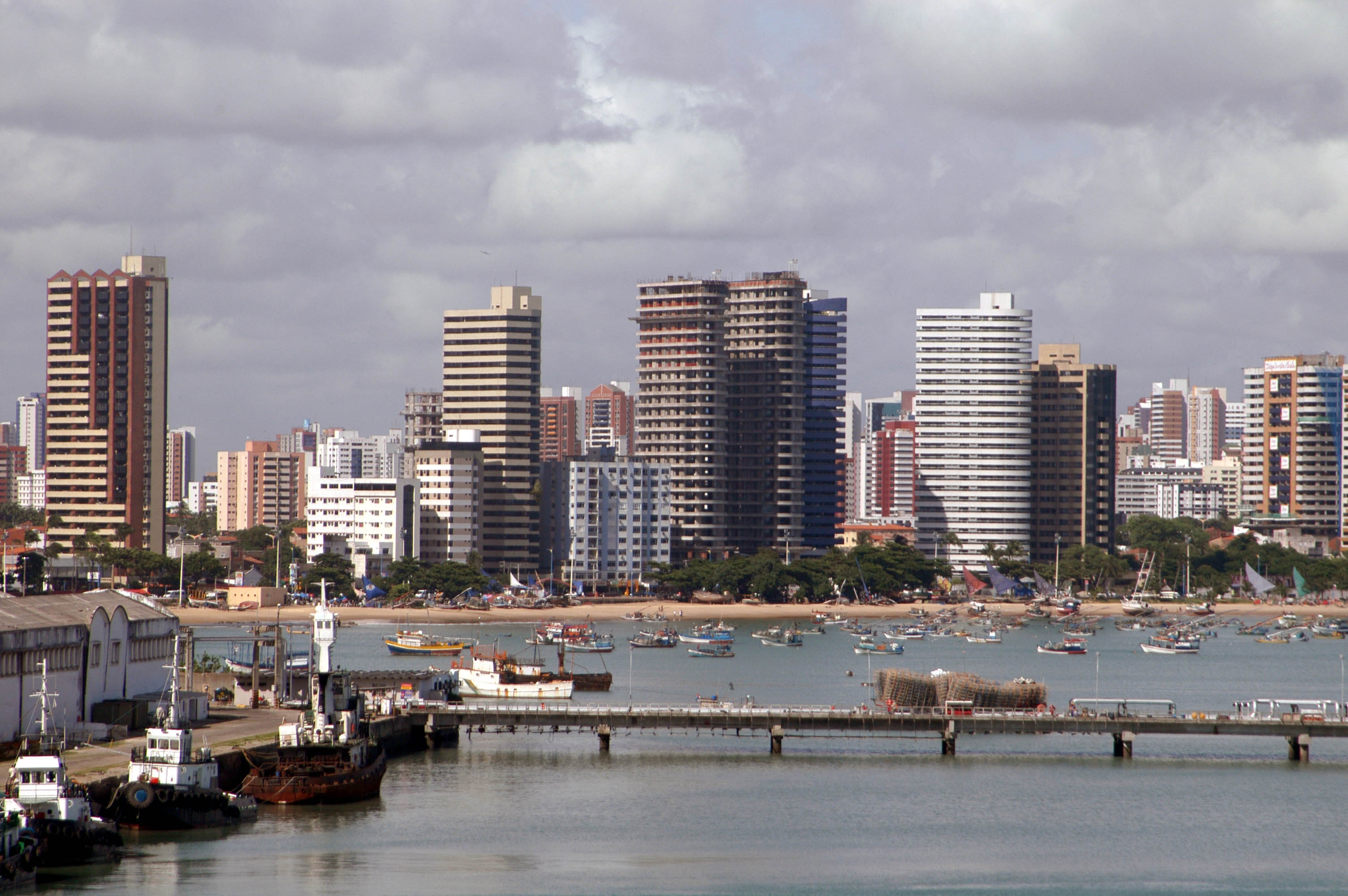
Tengerpart
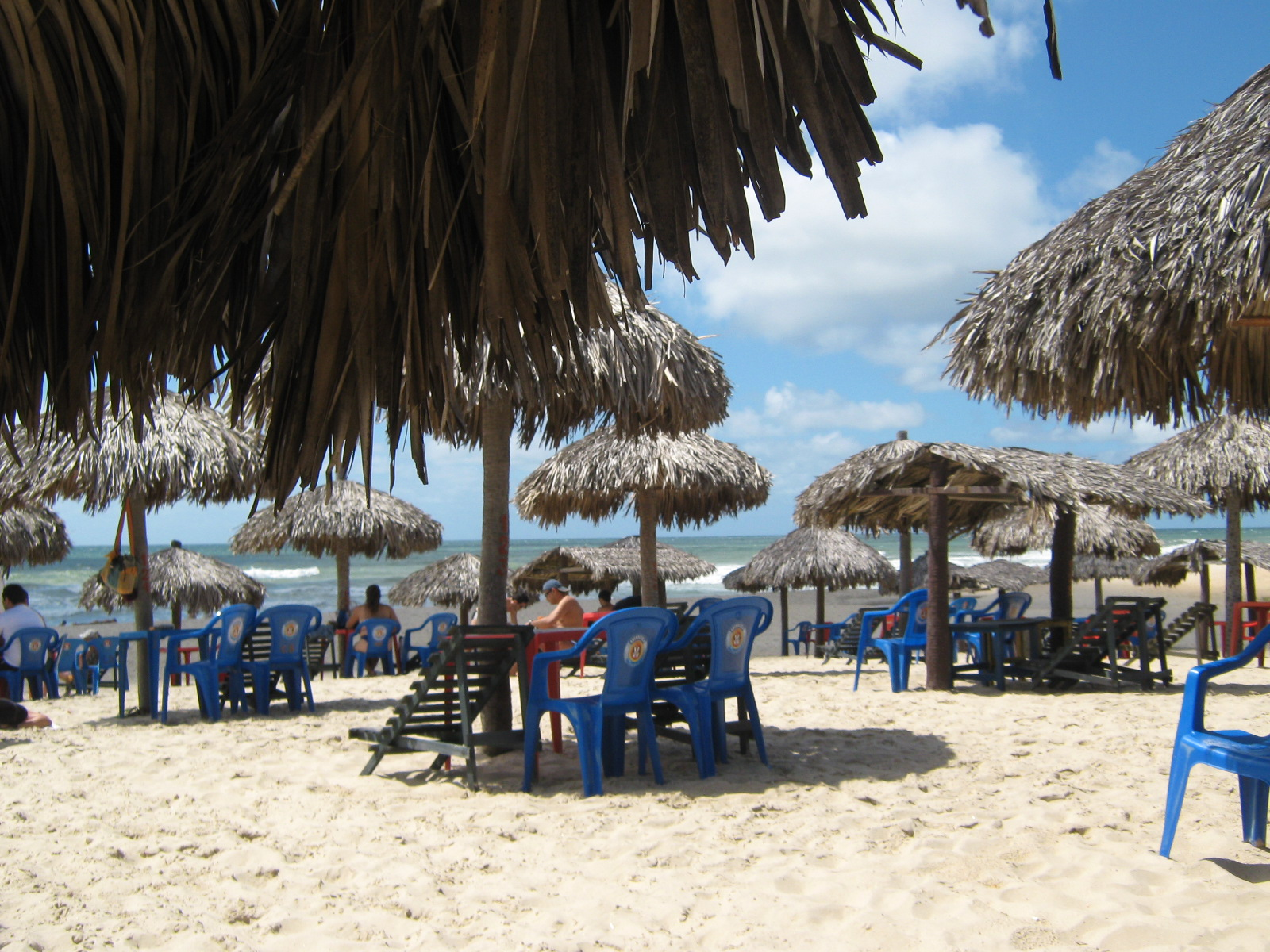
Praia do Futuro

## Fordítás
- Ez a szócikk részben vagy egészben  a   Fortaleza című angol Wikipédia-szócikk fordításán alapul.  Az eredeti cikk szerkesztőit annak laptörténete sorolja fel. Ez a jelzés csupán a megfogalmazás eredetét és a szerzői jogokat jelzi, nem szolgál a cikkben szereplő információk forrásmegjelöléseként.